# Alberto Zignani
Alberto Zignani (Roma, 16 luglio 1938 – Roma, 1º novembre 2021) è stato un generale italiano.
Ha ricoperto gli incarichi di Segretario Generale della Difesa e Direttore Nazionale degli Armamenti nonché di Comandante Generale della Guardia di Finanza.

## Biografia
Nato a Roma il 16 luglio 1938, di origine romagnola, è figlio del Tenente Colonnello di Stato Maggiore Goffredo Zignani, fucilato dai tedeschi in Albania nel novembre 1943 e decorato di Medaglia d'Oro al Valor Militare e dell'Aquila d'Oro al Valor Militare albanese.
Entrato alla Scuola Militare "Nunziatella" nel 1952, ha poi frequentato il 13º Corso dell'Accademia Militare di Modena nel 1956-58 ed è stato nominato Sottotenente dell'Arma di Artiglieria il 1º settembre del 1958.
Dal 1958 al 1960 ha frequentato il biennio di studi presso la Scuola di Applicazione di Torino, conseguendo la laurea in Scienze Strategiche.
Promosso Tenente, dal settembre 1960 al maggio 1961 ha frequentato il 51º Corso di perfezionamento in equitazione presso il Centro Preolimpionico Ippico Militare di Passo Corese e il 6º Corso Tecnico-Applicativo presso la Scuola di Artiglieria di Bracciano.
Nel periodo 1961-63 ha prestato servizio presso il Reggimento Artiglieria a Cavallo di Milano, dove ha ricoperto gli incarichi di Sottocomandante e Comandante di Batteria di Artiglieria da campagna semovente.
Trasferito all'Accademia Militare di Modena, ha comandato un Plotone Allievi del 20º Corso fino all'agosto 1965.
Dal 1965 al 1968 ha frequentato il 90º Corso di Stato Maggiore e il 90º Corso Superiore di Stato Maggiore presso la Scuola di Guerra di Civitavecchia.
Trasferito al 27º Reggimento Artiglieria pesante semovente da 175/60 di Udine, ne ha comandato la 4ª Batteria fino al luglio 1970.
Assegnato al Comando Divisione "Mantova", ha ricoperto l'incarico di "Addetto alle operazioni".
Dal 1971 al 1972 ha frequentato il 18º Corso dell'Istituto Stati Maggiori Interforze in Roma.
Trasferito allo Stato Maggiore della Difesa, ha operato presso l'Ufficio Programmazione e Bilancio ricoprendo per 4 anni l'incarico di Addetto alla Sezione Programmazione e per 2 anni quello di Capo Sezione Studi.
Promosso Tenente Colonnello, dal 1978 al 1979 ha comandato, a Tarcento, il 28º Gruppo Artiglieria "Livorno" della Brigata meccanizzata "Isonzo".
Dal 1979 al 1982 ha prestato servizio presso lo Stato Maggiore dell'Esercito quale Capo Sezione Bilancio dell'Ufficio Programmazione Finanziaria e Bilancio.
Promosso Colonnello, dal 1982 al 1983 ha comandato il Reggimento Artiglieria a Cavallo di Milano.
Dal 1983 al 1987 è stato Capo dell'Ufficio del Segretario Generale della Difesa e Direttore Nazionale degli Armamenti a Roma.
Promosso Generale di Brigata, nel biennio 1987-1989 ha Comandato la Brigata motorizzata "Aosta" in Messina. Successivamente, trasferito a Roma, ha diretto l'Ufficio Generale Pianificazione e Programmazione Finanziaria dello Stato Maggiore dell'Esercito fino al settembre 1992.
Promosso Generale di Divisione, dal 1992 al gennaio 1995 ha comandato l'Accademia Militare di Modena.
Promosso Generale di Corpo d'Armata il 1º gennaio 1995, ha assunto in Roma l'incarico di Direttore Generale della Motorizzazione e dei Combustibili del Ministero della Difesa. Nel contempo assumeva, dal novembre 1995 al marzo 1996, la reggenza della Direzione Generale di Commissariato che stava vivendo una situazione di particolare difficoltà gestionale e amministrativa,
Nel settembre 1996 veniva nominato Segretario generale della difesa e Direttore Nazionale degli Armamenti, incarico che ha ricoperto per 4 anni e mezzo e durante i quali ha gestito la profonda ristrutturazione dell'Area Tecnico-Amministrativa della Difesa (di cui gli elementi più significativi sono stati la riduzione da 24 a 12 delle Direzioni Generali del Ministero, la riduzione del personale da 6.500 a 5.000 unità e l'inversione del precedente rapporto di 70 a 30 fra militari e civili). Inoltre, quale Direttore Nazionale degli Armamenti ha gestito con successo un incremento notevolissimo sia degli accordi sia delle cooperazioni internazionali nel campo degli armamenti, pur in un contesto di risorse finanziarie decrescenti.
Nel marzo 2001 assumeva l'incarico di Comandante generale della Guardia di Finanza. In quel momento erano appena stati approvati dei provvedimenti legislativi che ridisegnavano la struttura organizzativa del Corpo e, soprattutto, ne riconfiguravano la missione istituzionale. Una trasformazione radicale che è stata realizzata quasi interamente nel biennio successivo. Per conseguire tale risultato sono stati presi numerosissimi provvedimenti quali, ad esempio, il massimo impulso all'azione di contrasto agli illeciti in materia di lavoro sommerso e di spesa pubblica, la completa revisione dei regolamenti dell'Accademia e della Scuola di Polizia Tributaria, la completa rielaborazione delle procedure relative ai trasferimenti del personale Pe. I.S.A.F., rese pienamente trasparenti, l'avvio di un programma di attenzione nei confronti delle famiglie dei Caduti del Corpo in servizio.
Era sposato  e aveva due figli.